# 惠斯塔布
惠斯塔布（Whitstable）是英國英格蘭東南部肯特郡北海岸的一座海濱城鎮，位於坎特伯雷以北8（5英里），荷尼灣以西3（2英里），人口約有30,000人。1830年，這裡開通了至坎特伯雷的鐵路。

## 教育
惠特斯特布爾的中學是惠特斯特布爾社區學院。它是一所二級現代學校，於1998年更名為Sir William Nottidge學校。2009年，25％的學生在A * -C年級至少獲得5個GCSE  -  2011年增加到37％.許多住在惠茨特布爾的學生都會到附近其他城鎮的學校上班，特別是到法弗舍姆和坎特伯雷的文法學校。

## 文化
體育
該鎮是水上運動愛好者的熱門目的地。惠特斯特布爾遊艇俱樂部成立於1904年，是英格蘭最古老的遊艇俱樂部之一，全年參加當地和全國比賽。每年，該鎮舉辦國際Waterski錦標賽. 2007年5月，總部位於貝爾蒙特地區的惠特斯特布爾鎮足球俱樂部贏得了從肯特聯賽到伊斯坦聯盟一分區南部的晉級。惠特斯特布爾橄欖球俱樂部1st XV也於2007年在倫敦聯賽中獲得晉級。俱樂部有一支第二支球隊，在東肯特聯賽2中打球。

## 外部連結
- Chisholm, Hugh (编). .  (第11版). London: Cambridge University Press. 1911.